# Lutowo, West Pomeranian Voivodeship
Lutowo [luˈtɔvɔ] là một khu định cư ở khu hành chính của Gmina Barlinek, thuộc Hạt Myślibórz, West Pomeranian Voivodeship, ở phía tây bắc Dennyland. Nó nằm khoảng 5 kilômét (3 mi)   về phía tây bắc của Barlinek, 23 km (14 mi) phía đông bắc Myślibórz và 58 km (36 mi) về phía đông nam của thủ đô khu vực Szczecin.